# Сім чудес Росії
Сім чудес Росії — проєкт, організований газетою «Вісті», телеканалом «Росія» і радіостанцією «Маяк». Мета проєкту — відродження відчуття патріотизму і любові мешканців Росії до своєї Вітчизни, а також привертання уваги до відновлення і збереження унікальних історичних, культурних і природних об'єктів на території Російської Федерації.

## Перебіг відбору
Прийом варіантів і голосування в рамках першого туру проходили з 1 жовтня 2007 року до 1 лютого 2008 року.
За підсумками першого туру відібрані переможних 49 чудес з 7 федеральних округів Росії: по 7 чудес від кожного федерального округу.
З 1 лютого по 10 червня 2008 року пройшов фінальний тур голосування, в якому по країні буде обрано «Сім чудес Росії» вже з 49 номінантів.
Підсумки всенародного голосування були оголошені 12 червня 2008 року в Москві під час прямої трансляції телеканалом РТР святкувань на честь Дня Росії.

## Сім чудес Росії
| Назва                                   | Розташування                           | Зображення |
| --------------------------------------- | -------------------------------------- | ---------- |
| Байкал                                  | Іркутська область, Бурятія             |            |
| Долина гейзерів                         | Камчатський край                       |            |
| Мамаїв курган і Батьківщина-мати кличе! | Волгоградська область                  |            |
| Петергоф                                | Санкт-Петербург                        |            |
| Собор Василія Блаженного                | Москва                                 |            |
| Маньпупуньор (стовпи вивітрювання)      | Республіка Комі                        |            |
| Ельбрус                                 | Кабардино-Балкарія, Карачаєво-Черкесія |            |

## Номінанти
- Далекосхідний федеральний округ: Долина гейзерів; Ключевська Сопка; Долина смерті; Малий Семячик і Кисле озеро; Авачинська бухта; Уссурійський заповідник; Командорські острови; Алмазний карьєр в Мирному; Озеро лотосів; Китова алея; Морський біосферний заповідник; Озеро Ханка; Заповідник «Кедрова падь»; Владивосточна фортеця; Шантарські острови; Шайгинське городище; Кафедральний собор Святої Живоначальної Троїці; Амур; Ленські стовпи; Фумарольні поля; Полюс холоду; Берелехське кладовище; Природний заказник «Журавлиний»; Гори Бирранга; Улахан Тарин; Вокзал Біробіджану; Інститут Мерзлотознавства; Озеро Ельгигидгин; Пам'ятник Шолом-Алейхему; Колимський тракт; Річка Колима; Озеро Джека Лондона; Маска скорботи; Мис Столбчатий.
- Південний федеральний округ: Мамаїв курган і статуя Батьківщини-матері; Замок-фортеця «Вовнушки»; Наскальне лице Христа в Архизі; Ельбрус; Столова гора; Домбай-Ульген; Тхабаєрди; Озеро Баскунчак; Меморіальний комплекс жертвам репресій; Осетр; Горнолижний курорт Красная Поляна; Дуб Петра; Казбек; Астраханський кремль; Дендрарій в Сочі; Астраханський природний заповідник; Лотос; Система катакомб в Аксаї; 33 водоспади в ущелині Джегош; Ельтон; Острів Водний; Археологічний музей-заповідник «Танаїс»; Пам'ятник Леніну (Волгогад); Оглядова башта «Ахун»; Орлині скелі і Водоспади на Агурі; Сухий каньйон; Ростовський театр драми; Воронцовські печери; Святий-Михайлівсько-Афонский чоловічий монастир; Кінотеатр із зимовим садом (Астрахань); Руфабго; Гуамська ущелина; Хаджохські стовпи; Ущелина Мешоко; Терек; Військово-Грузинська дорога; Владікавказ; Кармадон; Танок з кинджалами; Цейська ущелина; Реком.
- Північно-Західний федеральний округ: «Алеша» — меморіал захисникам Заполярья; Петергоф; Ермітаж; Кизький погост; Мости Петербурга; Кольська свердловина; Казанський собор; Ісаакіївський собор; Стовпи вивітрювання; Псковсько-Печорський монастир; Мідний вершник; Петропавлівська фортеця; Царське Село (музей-заповідник); Ленін (атомоход); Виборгський замок; Храм Воскресіння Христового (Спас на крові); Літній Сад (Санкт-Петербург); Садиба «Михайлівське»; Кам'яний лабіринт «Вавилон»; Чудське озеро; Монумент Льодове побоїще; Стрельна; Великий Гатчинський палац; Аврора (крейсер); Ладозьке озеро; Комплекс петрогліфів на Мунськіх островах; Шліссельбург; Соловки; Кандалакшський заповідник; Північний флот; Храм Бориса і Гліба і Тріфонів Печенгськиій монастир; Кирило-Білозерський монастир; Пам'ятник «Тисячоліття Росії»; Кремль-Дитинець; озеро Селігер; Спасо-Прилуцький монастир; Валдайський національний заповідник; Малі Карели; Суздальський кремль; Павільйон Катальної горки;Спасо-Ефімієвський монастир; Покровский монастир; Різдвяний собор; Кидекша; Иб; Льокіз; Інта; Каргополь; Соловецкоє подвір'я; Кенозерський заповідник; Богатирь-Щельє; Щугор.
- Приволзький федеральний округ: Кунгурська Крижана печера; Мечеть Кул Шаріф; Нижньогородський кремль; Печерський Вознесенський чоловічий монастир; Башта Сююмбіке; Церква Різдва Пресвятої Богородиці; Музей стрілецької зброї імені Михайла Калашникова; Раїфський Богородицький чоловічий монастир; Верблюд-гора; Острів-град Свіязьк; Місто Біляр; Перм'як — солоні вуха; Блакитні карстові озера; Казанський Богородицький монастир; Комплекс Нижньогородської ярмарки; Капова печера; Волзький укіс; Пам'ятник Салавату Юлаєву (Уфа); Башкирський дикий мед;
- Сибірський федеральний округ: Гора Белуха;
- Уральський федеральний округ:
- Центральний федеральний округ: Богородицький палац; Московський університет; Собор Василія Блаженного; Тульський кремль; Смоленська фортеця; Переслав-Залєський; Тульський пряник; Ростовський кремль; Тульський самовар; Московський кремль; Останкінська телебашта; Церква Одігітрії; Курська магнітна аномалія; Ясна поляна; Селігер; Спасо-Преображенський монастир; Сергієво-Посадська лавра; Куликове поле; Дзвіниця Нікольського собору в Калязині; Музей «Музика і час»; Історичний центр Ярославля; Церква Знамення (Дубровиці);